# Depot von Neznašov
Das Depot von Neznašov (auch Hortfund von Neznašov) ist ein Depotfund der frühbronzezeitlichen Aunjetitzer Kultur aus Neznašov, einem Ortsteil von Všemyslice im Jihočeský kraj, Tschechien. Es datiert in die Zeit zwischen 2000 und 1800 v. Chr. Das Depot befindet sich heute im Nationalmuseum in Prag.

## Fundgeschichte
Das Depot wurde am 2. Juli 1888 vom Nationalmuseum Prag angekauft. Die genaue Fundstelle und die Fundumstände sind unbekannt.

## Zusammensetzung
Das Depot besteht aus vier Bronzegegenständen: zwei Ösenhalsringe, ein Bruchstück eines weiteren, neuzeitlich zerbrochenen Ösenhalsrings und ein aus einem Halsring gefertigter Stachel. Die Halsringe sind durch ihre schmalen häkchenförmigen Enden ungewöhnlich. Auffällig ist auch der hohe Zinngehalt der Bronze (bis zu 10 %).